# Il ragazzo rapito
Il ragazzo rapito (in originale Kidnapped) è un romanzo di Robert Louis Stevenson scritto nei primi mesi del 1886. L'opera è narrata in prima persona dal protagonista, il quale ricorda gli episodi della sua avventura.
In Italia il libro è stato anche pubblicato col titolo Rapito o altri titoli.

## Luogo e tempo
Il romanzo è ambientato negli anni delle guerre civili in Scozia, verso la metà del XVIII secolo, periodo in cui la società si stava preparando alla Prima Rivoluzione Industriale, che avrebbe sconvolto il tipico stile di vita del tempo.
Prevalgono gli ambienti esterni (la campagna e le cittadine); gli unici ambienti chiusi sono la casa dello zio, il Brigantino, le case in cui i due protagonisti vengono ospitati e lo studio dell'avvocato.

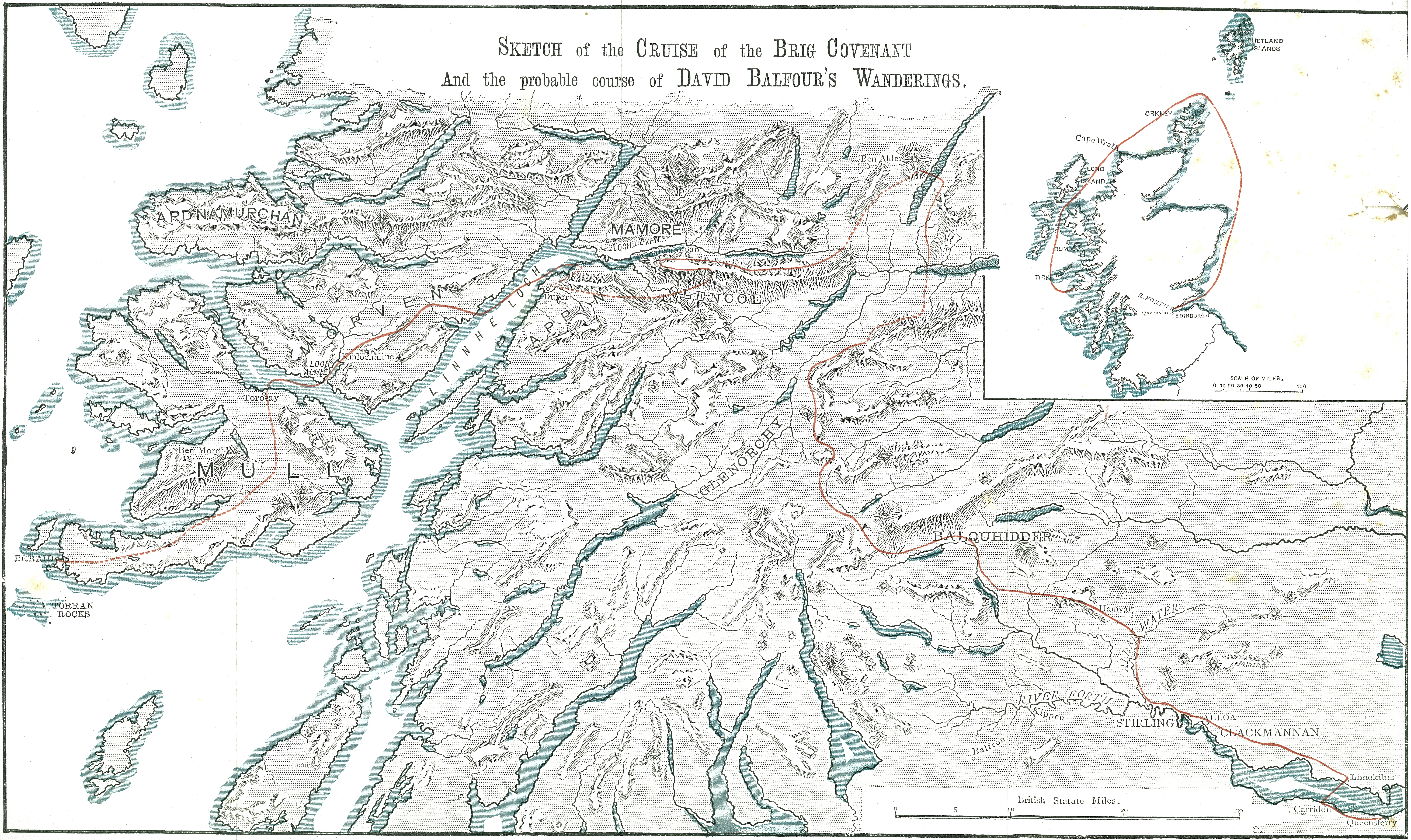
Ambientazione del viaggio in nave di David.

## Trama
Dopo la morte del padre nel 1751, David Balfour, un ragazzo scozzese, va alla ricerca della sua eredità. Parte da Essendean, il villaggio dove ha sempre vissuto, grazie all'aiuto di Mr. Campbell, il pastore del suo villaggio, per cercare suo zio Ebeneezer Balfour e per reclamare il suo nome: David Balfour di Shaws. All'arrivo trova la casa di Shaws ridotta in rovina e uno zio ostile ad accoglierlo. Lo zio Ebenezer, nonostante la propria situazione, prende David e gli offre del cibo e un tetto, ma più tardi organizza segretamente il rapimento del nipote da parte del capitano di una barca di schiavi diretti alle piantagioni americane.
Durante il viaggio la morte di un marinaio permette a David di ottenere un posto come servo nella cabina del capitano e dei suoi ufficiali. Dopo svariati giorni di nebbia la barca colpisce un vascello più piccolo il cui scafo si disintegra lasciando un solo superstite. Costui viene portato a bordo della nave e si presenta come Alan Breck. Dopo avere negoziato col capitano, Alan decide di pagare per esser condotto alla sua destinazione. David viene a conoscenza del piano del capitano di assassinare Alan per appropriarsi di tutti i suoi soldi e lo avverte del pericolo. Accordatisi per aiutarsi l'un l'altro, David e Alan combattono contro gli aggressori. La battaglia si conclude con la morte del capitano e con la perdita della barca, incagliatasi sulla scogliera di un'isola.
David è trascinato a riva dove trascorre parecchio tempo disperato, ma infine riesce a raggiungere la terraferma. Qui scopre che Alan è vivo e ha lasciato un messaggio per lui affinché lo raggiunga. Lungo la strada, David è coinvolto nell'omicidio della “Volpe Rossa” (l'omicidio di Appin, realmente accaduto), il peggior nemico della famiglia di Alan. In fuga, ritrova Alan Breck ed entrambi, anche se innocenti, vengono accusati dell'assassinio, Alan come esecutore e David come complice. La fuga dai soldati inglesi li porta attraverso monti, deserti e foreste. La “fuga nell'erica” rinsalda la loro amicizia mentre si dirigono verso la terra di David, dove egli reclama la sua eredità con l'aiuto di Alan e di Mr. Rankeillor, l'avvocato del luogo. David e Alan separano le loro strade, ma rimarranno a lungo amici.

## Personaggi
David Balfour
Il protagonista della storia, è un giovane di 17 anni orfano di entrambi i genitori. Nel racconto le descrizioni fisiche sono pressoché inesistenti dato che è raccontato in prima persona. Le uniche informazioni che possiamo ricavare sono che è un ragazzo mediamente robusto e abbastanza alto. Sono invece molto importanti, nel significato della vicenda, i caratteri psicologici. Infatti il ragazzo nel corso delle sue avventure passa dall'adolescenza all'essere un vero e proprio uomo con suoi principi e ideali; la sua personalità cambia nel corso dello svolgimento della storia e l'autore analizza ogni aspetto del suo carattere.

## Ambiente sociale e realtà economica
Il brano è ambientato nelle campagne scozzesi del periodo antecednete la Prima Rivoluzione Industriale. La società del tempo era ancora arretrata ma si percepiva già l'aria di cambiamento che ci sarebbe stato entro breve. In quel periodo oltretutto troviamo una doppia divisione della popolazione: la prima in ideale politico, Liberale o Giacobita, la seconda in clan, cioè in gruppi familiari con tutte le rivalità che li accompagnano. Il Paese è presentato esattamente in quella fase di transito dalla società della campagna e quella della città.

## Sequenze significative e messaggio
Inizio: Il ragazzo, non avendo più alcuna famiglia, decide di trasferirsi all'estero per poter continuare gli studi. Il suo amico tuttavia, il signor Campbell, gli consegna una lettera del padre e lo invita a consegnarla al proprietario della casa di Shaws. David, inconsapevole di ciò che gli accadrà non appena incontrerà il destinatario, inizia così il proprio cammino, un viaggio che lo aiuterà a formarsi e a capire il suo ruolo.
Spannung: Nel racconto sono presenti parecchi momenti di tensione; la storia infatti ha una trama molto movimentata. Il momento più importante è forse l'assassinio della “Red fox”, perché segna la fine della parte più tranquilla del viaggio e l'inizio del vero e proprio inseguimento dei due protagonisti. Da questo punto David sarà messo duramente alla prova e capirà quanto profonda è l'amicizia nei confronti di Alan e quello che è veramente il suo obiettivo. Infatti David assiste involontariamente all'uccisione del rinomato capo dei Campbell e viene accusato di essere stato d'accordo con l'assassino. È costretto a fuggire e, dopo essere salvato da Alan, dovrà nascondersi nella vegetazione per un lungo periodo, soffrendo nel corpo e nell'anima.
Fine: Dopo aver finalmente raggiunto il suo obiettivo, David picchia il suo amico e lo deruba. La scena è singolare e confusa. Infatti il ragazzo decide di salutare abbastanza freddamente il compagno e si abbandona poi di sua volontà nella folla, che lo trascina davanti alle porte della banca British Linen Company. Il significato è forse il passaggio del ragazzo all'età adulta o del passaggio che la società compirà, come ha fatto David, dalla campagna alla vita in città.

## Edizioni italiane
- Rapito, trad. di Lida Cerracchini, Milano, Treves, 1906.
- Il fanciullo rapito, trad. di Adriana Santoliva Villani, Milano, Delta, 1930.
- Il giovinetto rapito, a cura di Alberto Mario Ciriello, Venezia, Serenissima, 1945; Milano, Garzanti, 1976.
- Il fanciullo rapito, trad. di Giulia Calligaris, Milano, Vallardi, 1950.
- Rapito, trad. di Emanuele Grazzi, in Romanzi e racconti, Introduzione di Emilio Cecchi, Roma, Casini, 1950.
- Il fanciullo rapito, trad. di Piero Gadda Conti, Milano, Rizzoli, 1953; Bologna, Zanichelli, 1967; col titoloRapito, Introduzione di Giovanni Giudici, Milano, BUR, 1982.
- Rapito, trad. di Livia Moscone Bargilli, Torino, S.A.I.E., 1955.
- Il fanciullo rapito, trad. di Livia Moscone Bargilli, Milano, Paoline, 1966.
- Il ragazzo rapito, trad. di Giacinto Borelli, Napoli, Morano, 1968.
- Il ragazzo rapito, trad. di Carlo Capra, in Il grande ciclo del '700 scozzese, presentazione di Anna Maria Bernardinis, Milano, Mursia, 1972.
- Il ragazzo rapito trad. e riduzione di Alessandra Lodi, Bologna, Capitol, 1975.
- Il fanciullo rapito, trad. e riduzione di Piero Zanotto, Milano, Epipress, 1977.
- Il fanciullo rapito, trad. di Floriana Bossi, Torino, Einaudi, 1977.
- Il ragazzo rapito, a cura di Carmen D'Eletto e Donatella Tomaselli, Torino, Loescher, 1980.
- Rapito, trad. di Francesco Saba Sardi, Milano, Mondadori, 1982.
- Il fanciullo rapito, in Romanzi, racconti e saggi, a cura di Attilio Brilli, Collana I Meridiani, Milano, Mondadori, 1982.
- Il ragazzo rapito, in Romanzi (1885-1889), a cura di Salvatore Rosati, Milano, Mursia, 1988.
- Il ragazzo rapito, a cura di Alessandro Ceni, Milano, Bompiani, 1996; Milano, Feltrinelli, 2022.

## Illustrazioni del romanzo

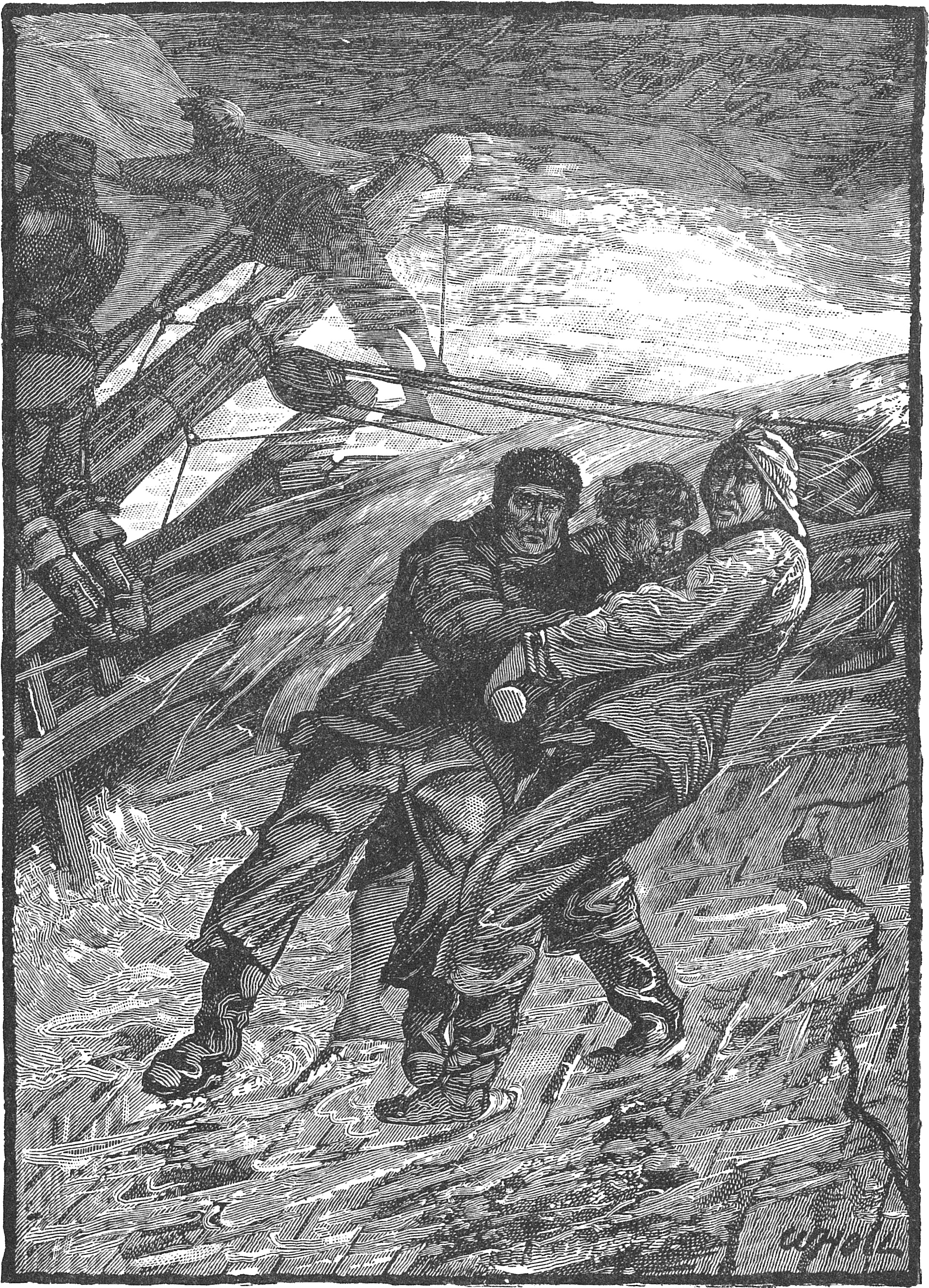
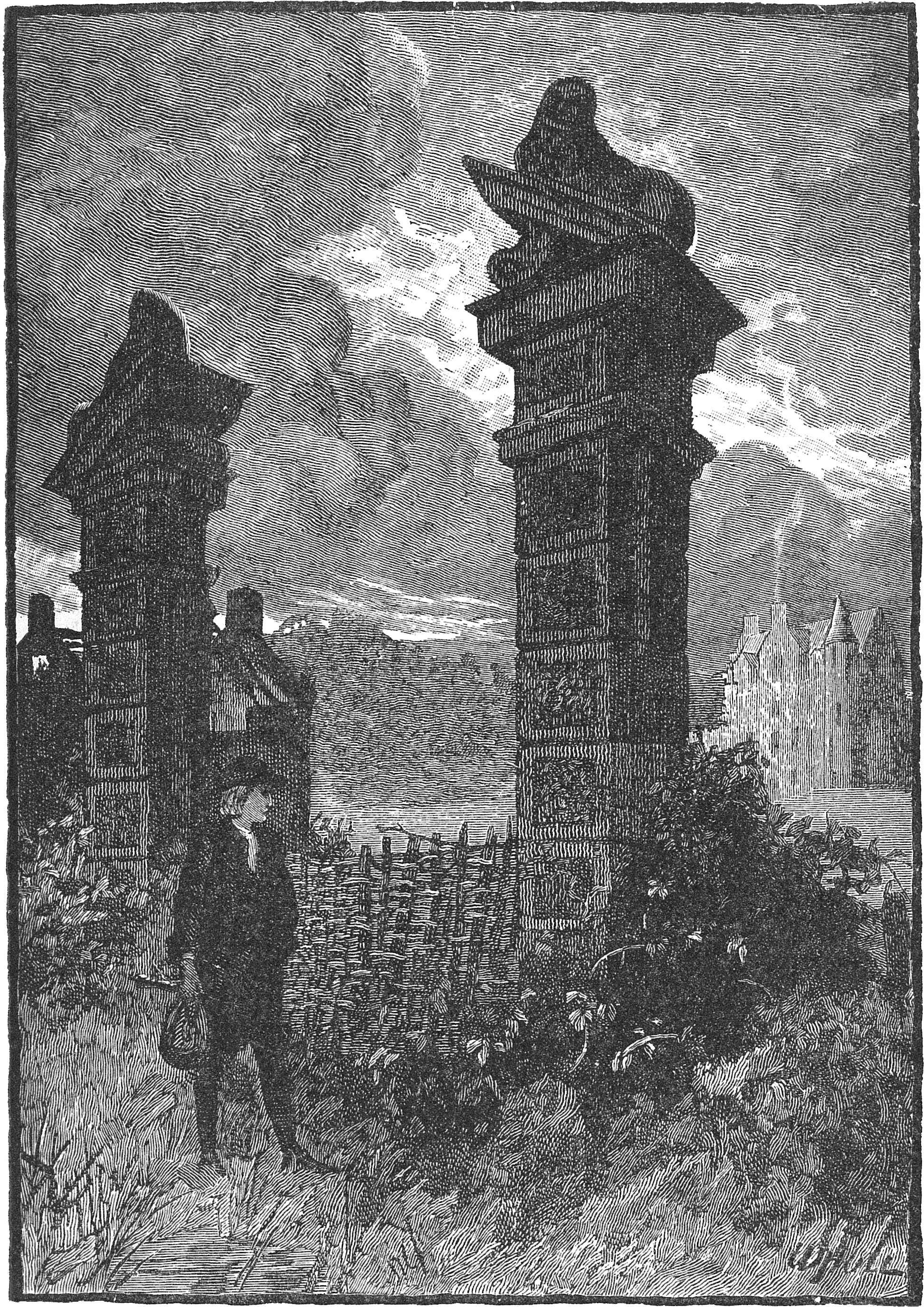
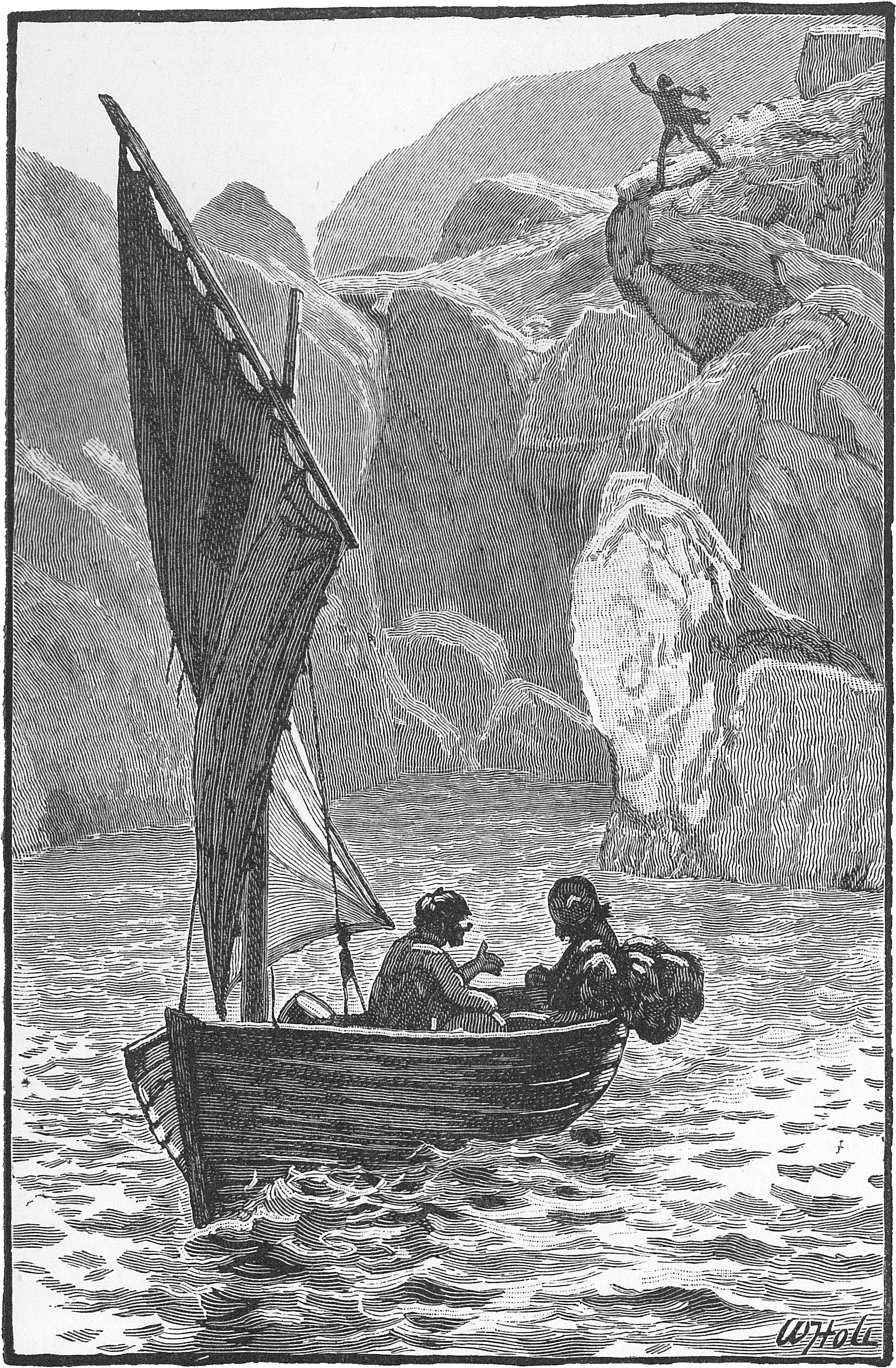
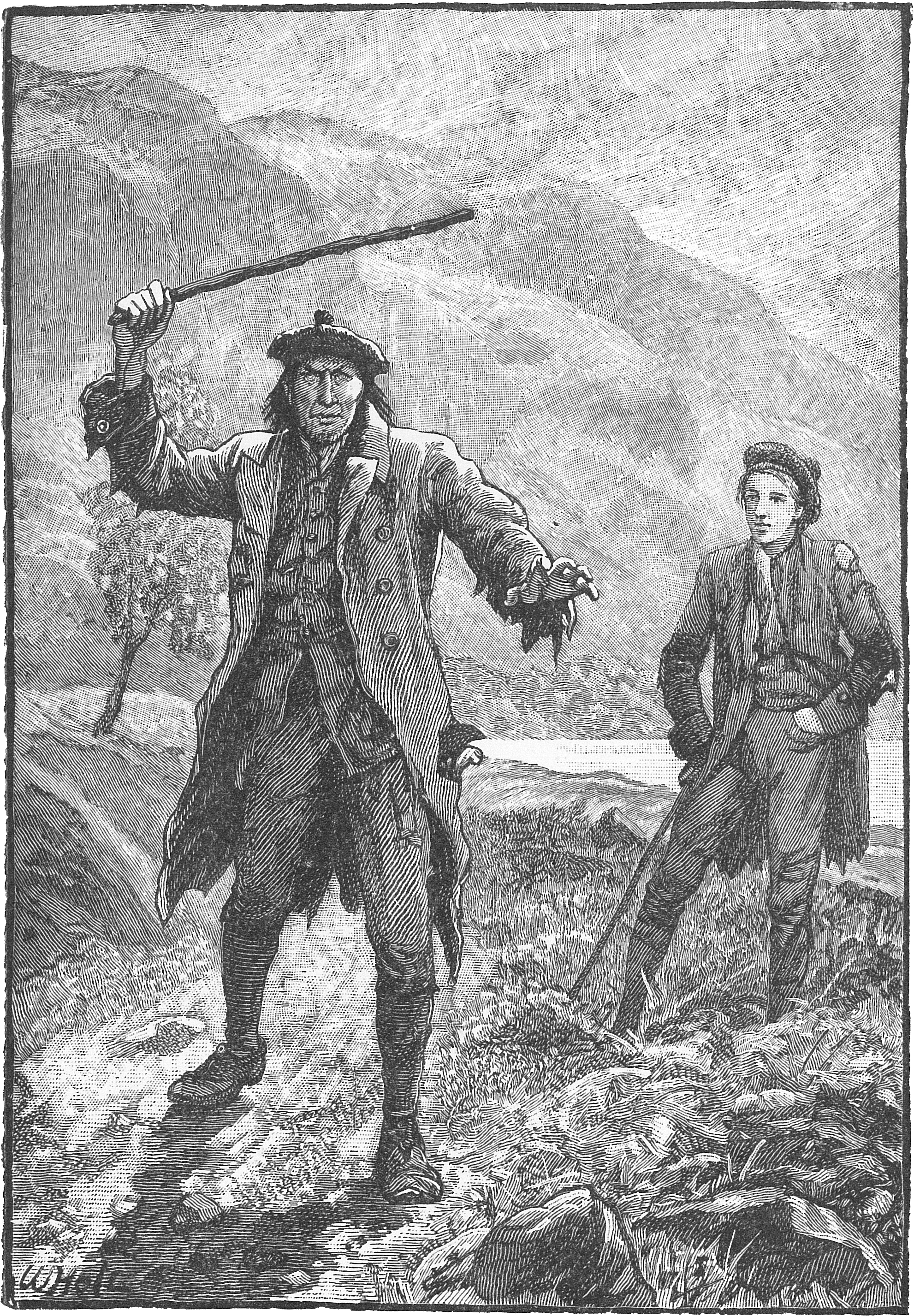
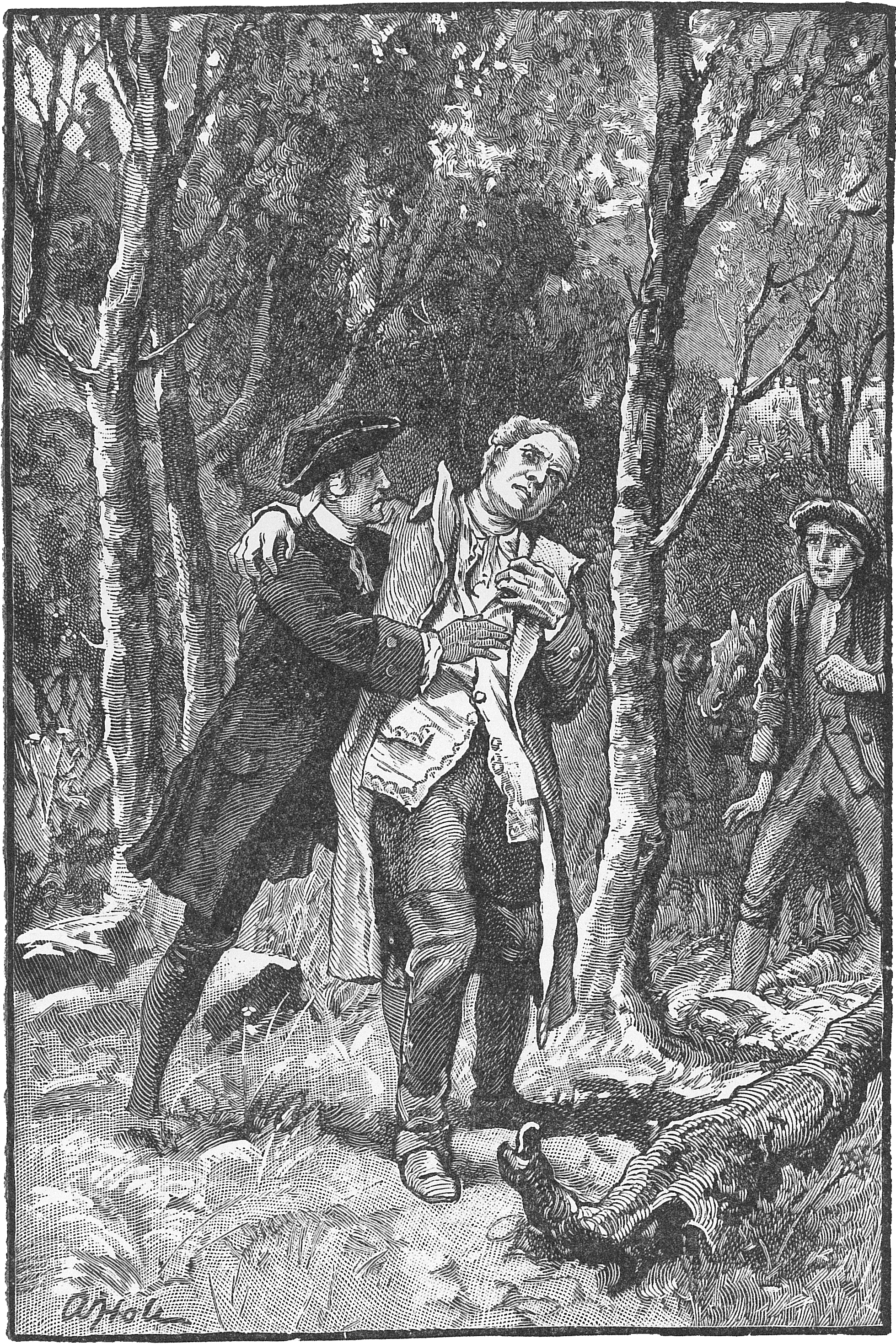
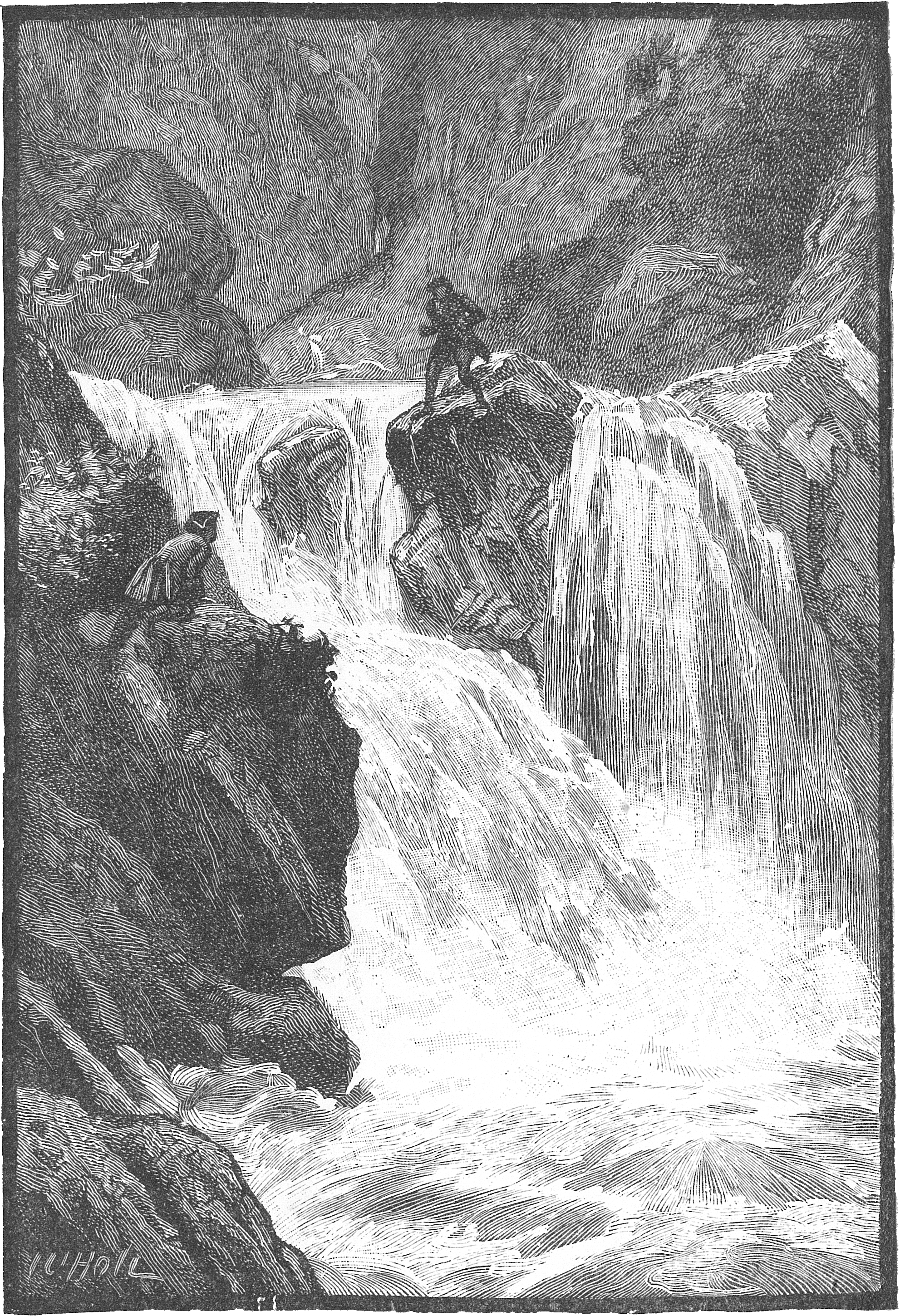
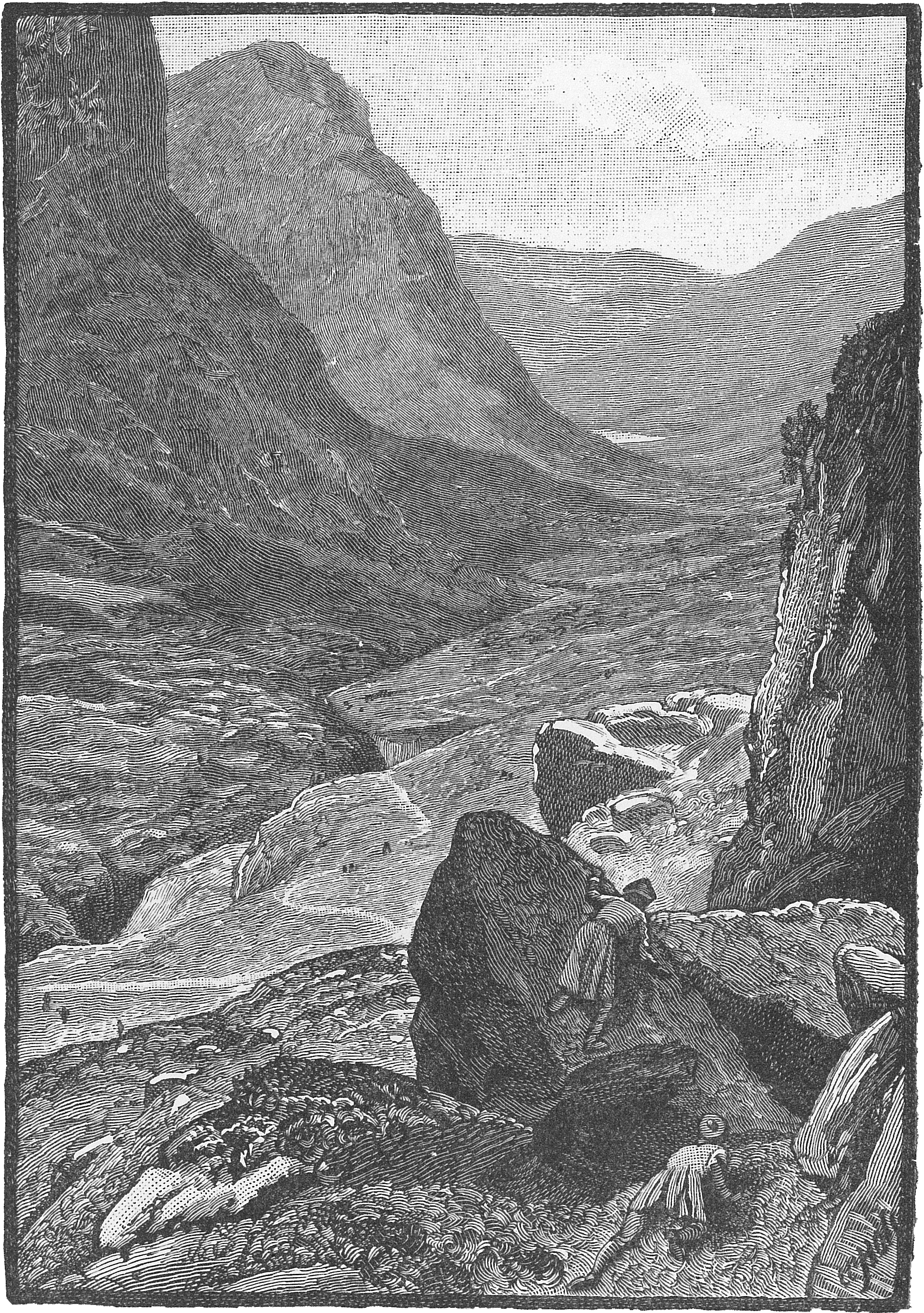
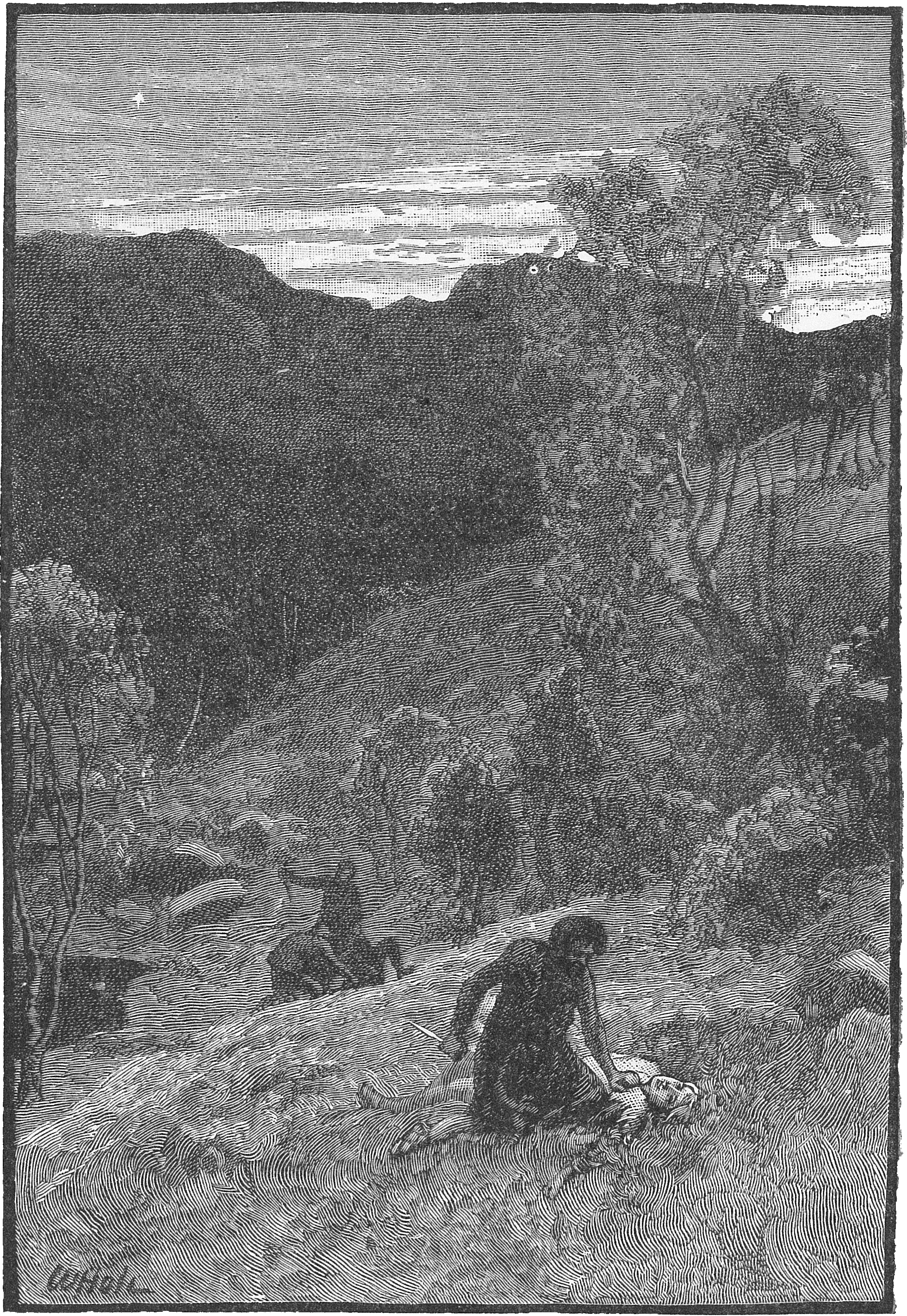
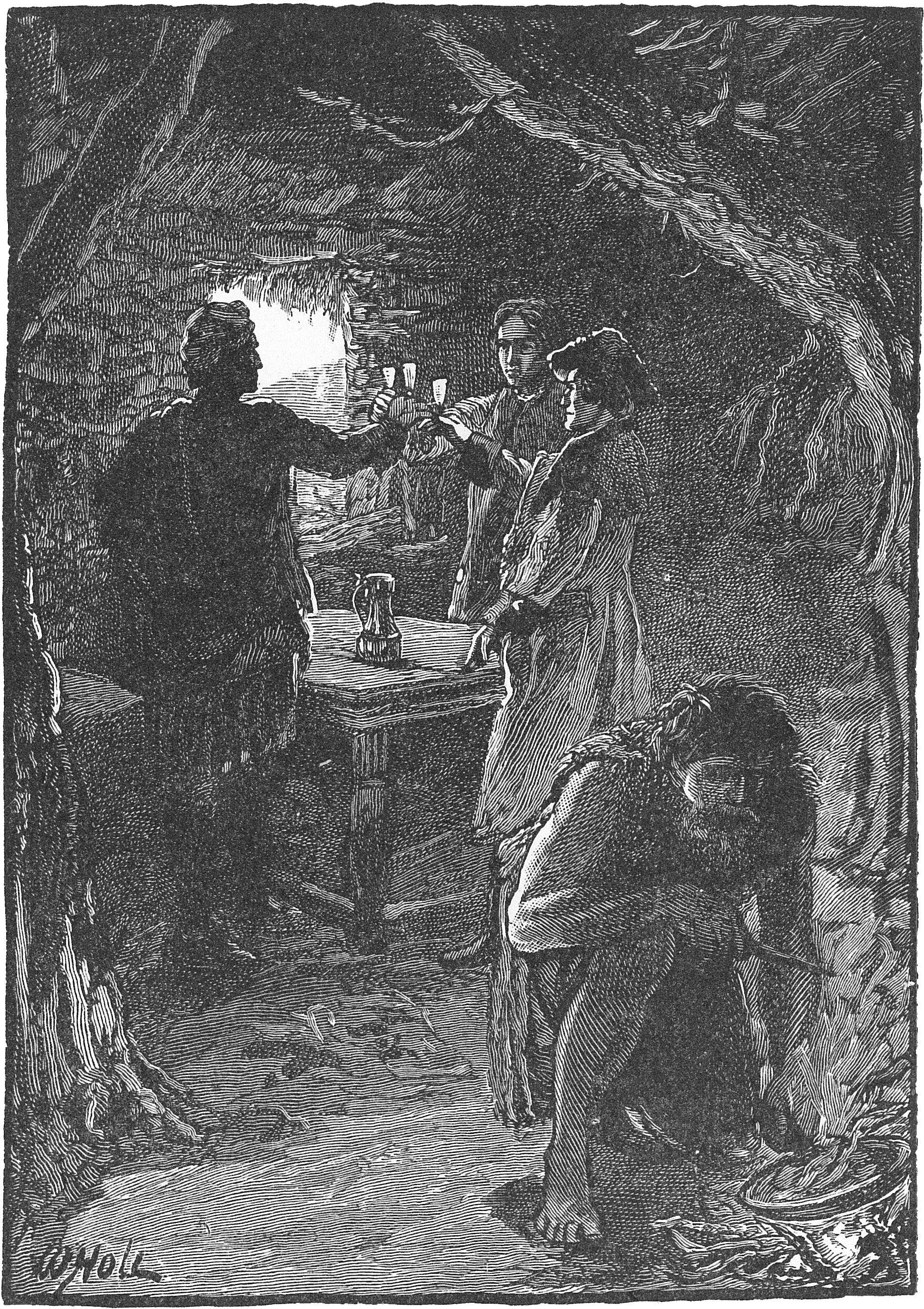
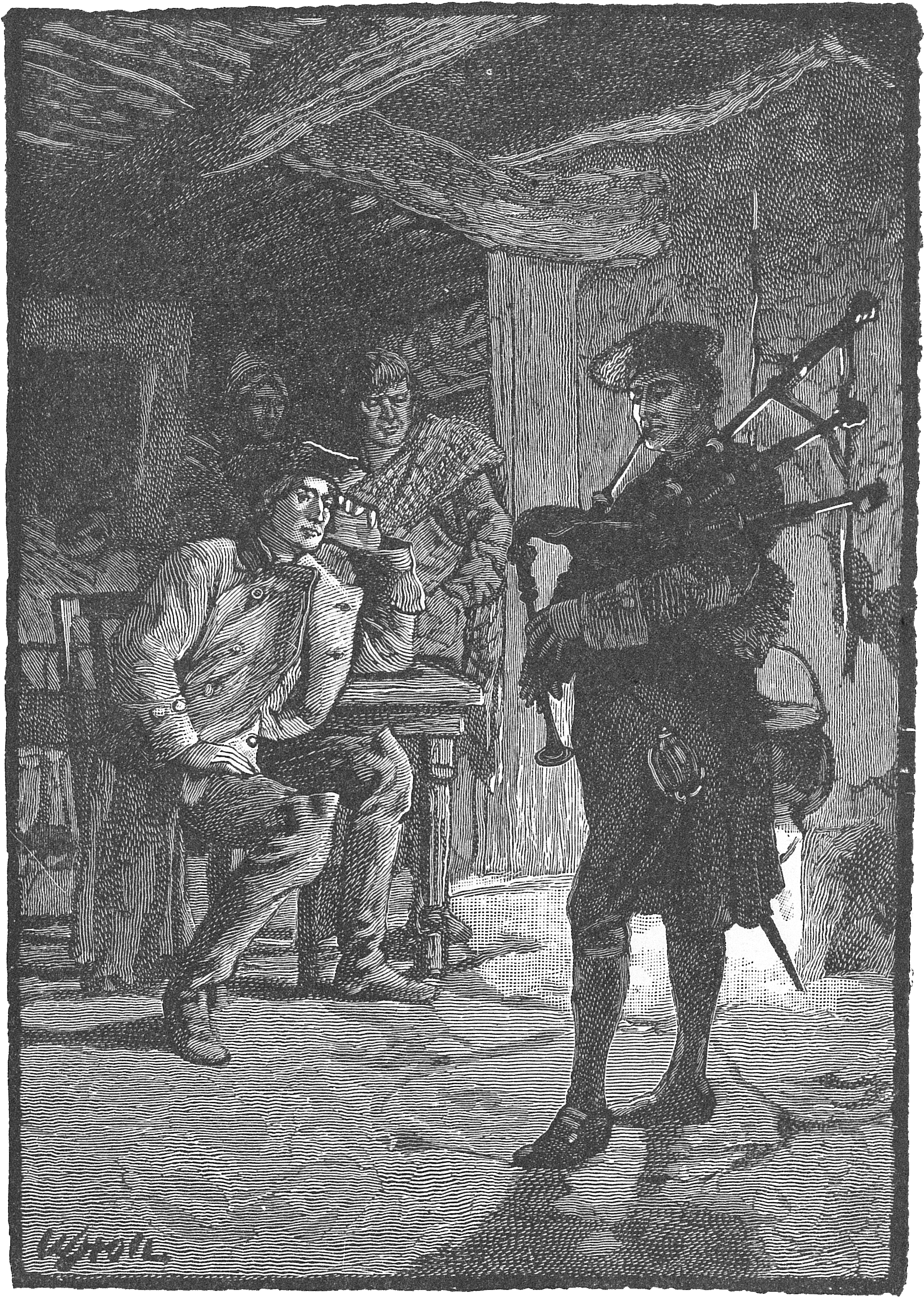
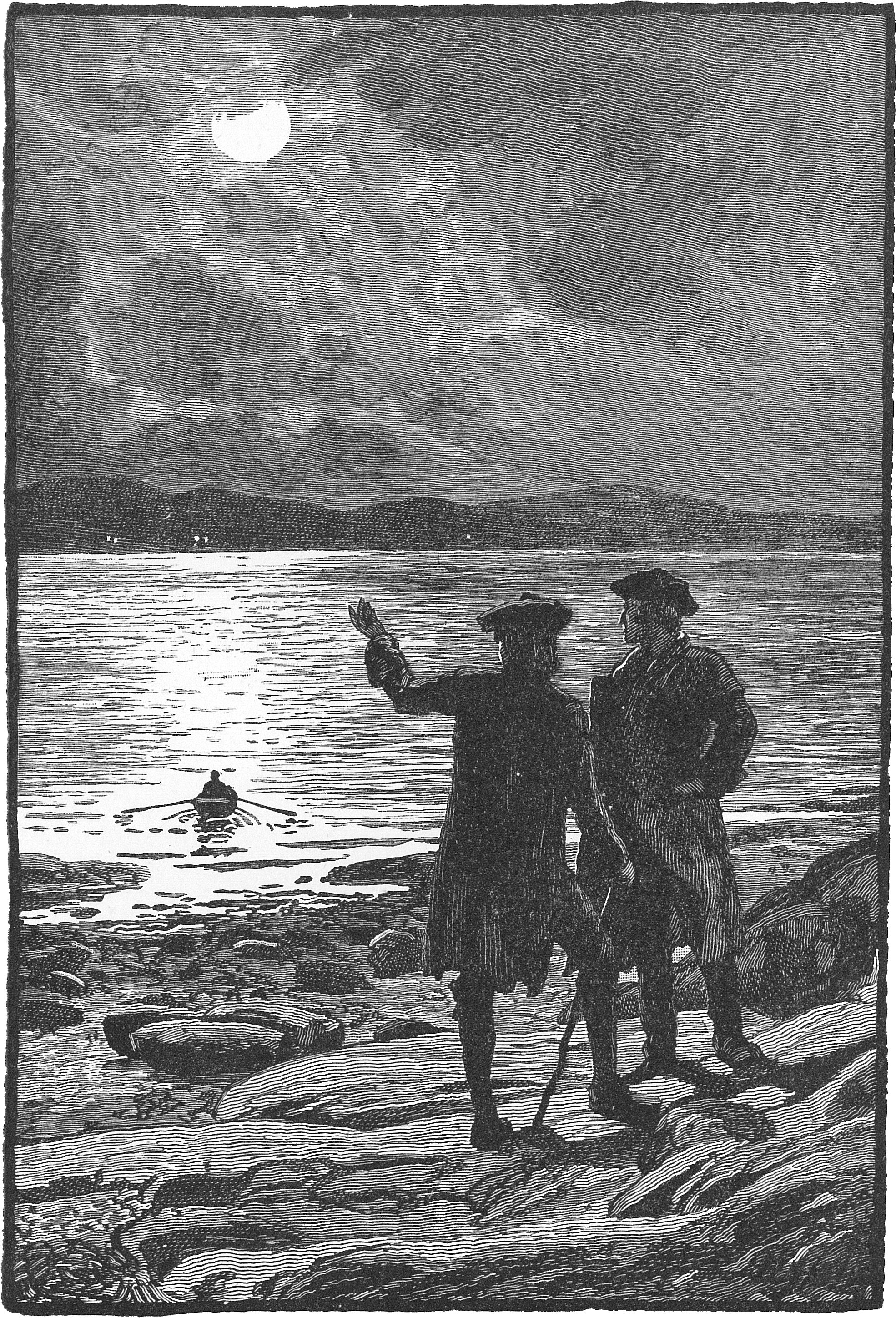
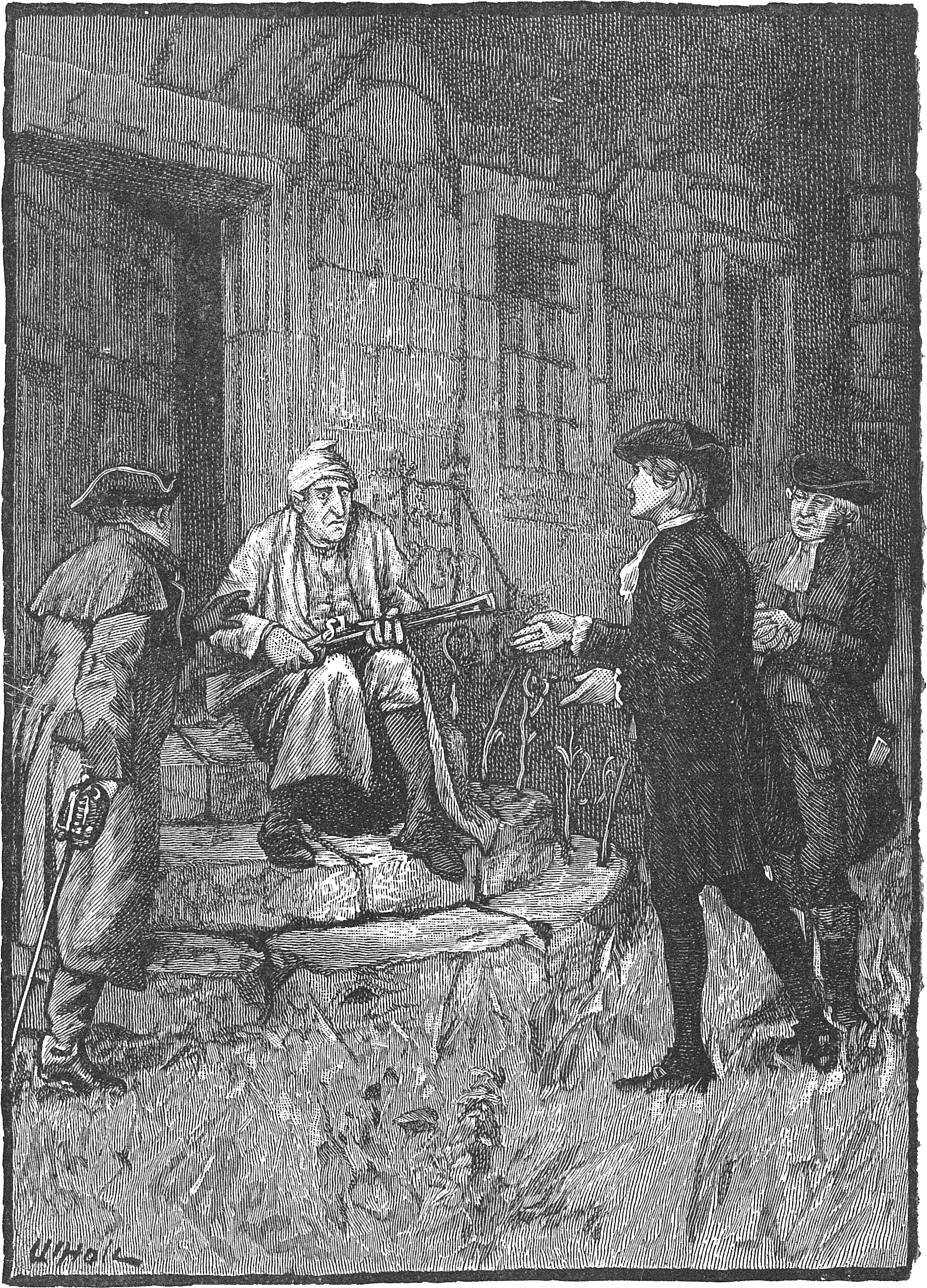
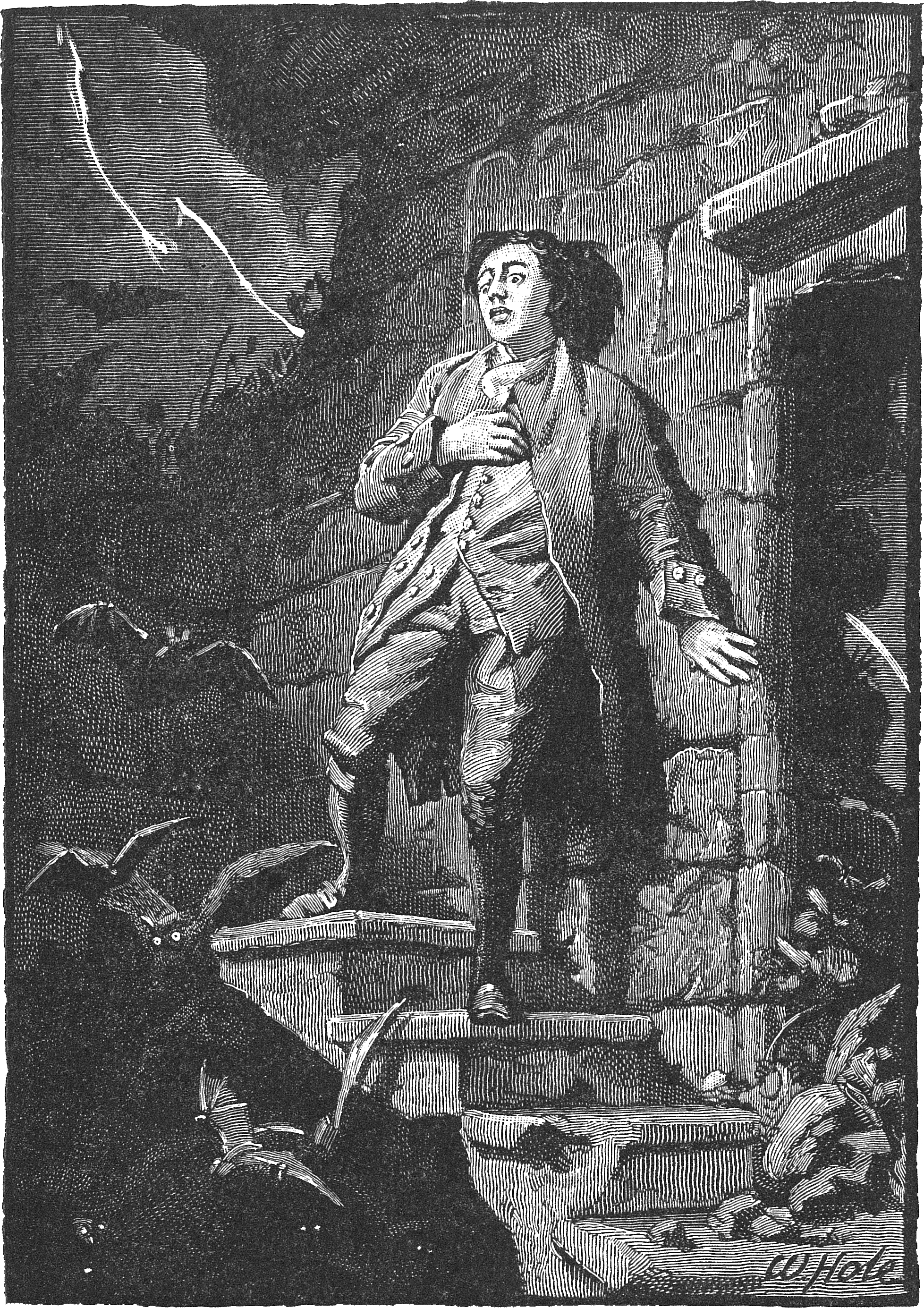
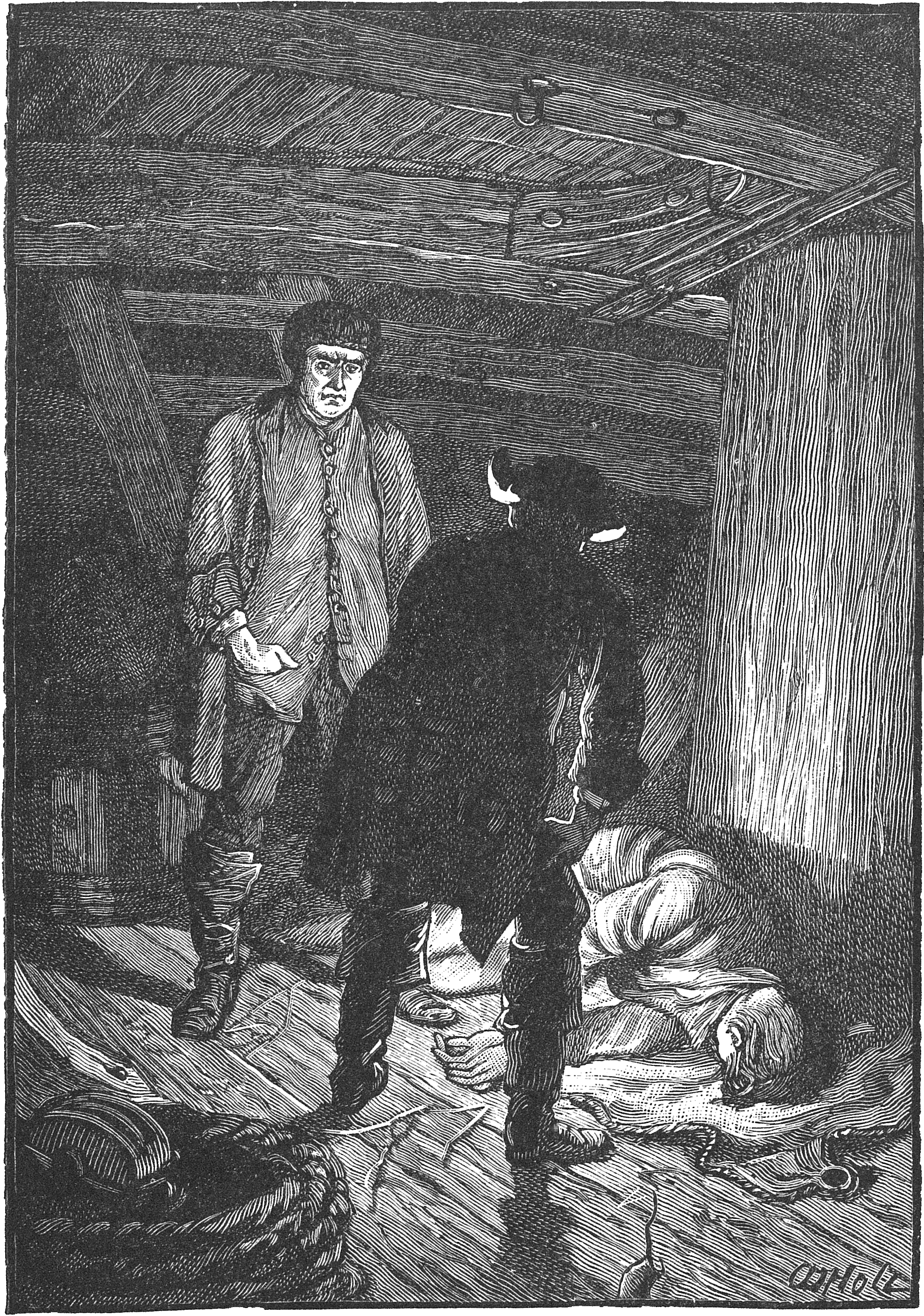
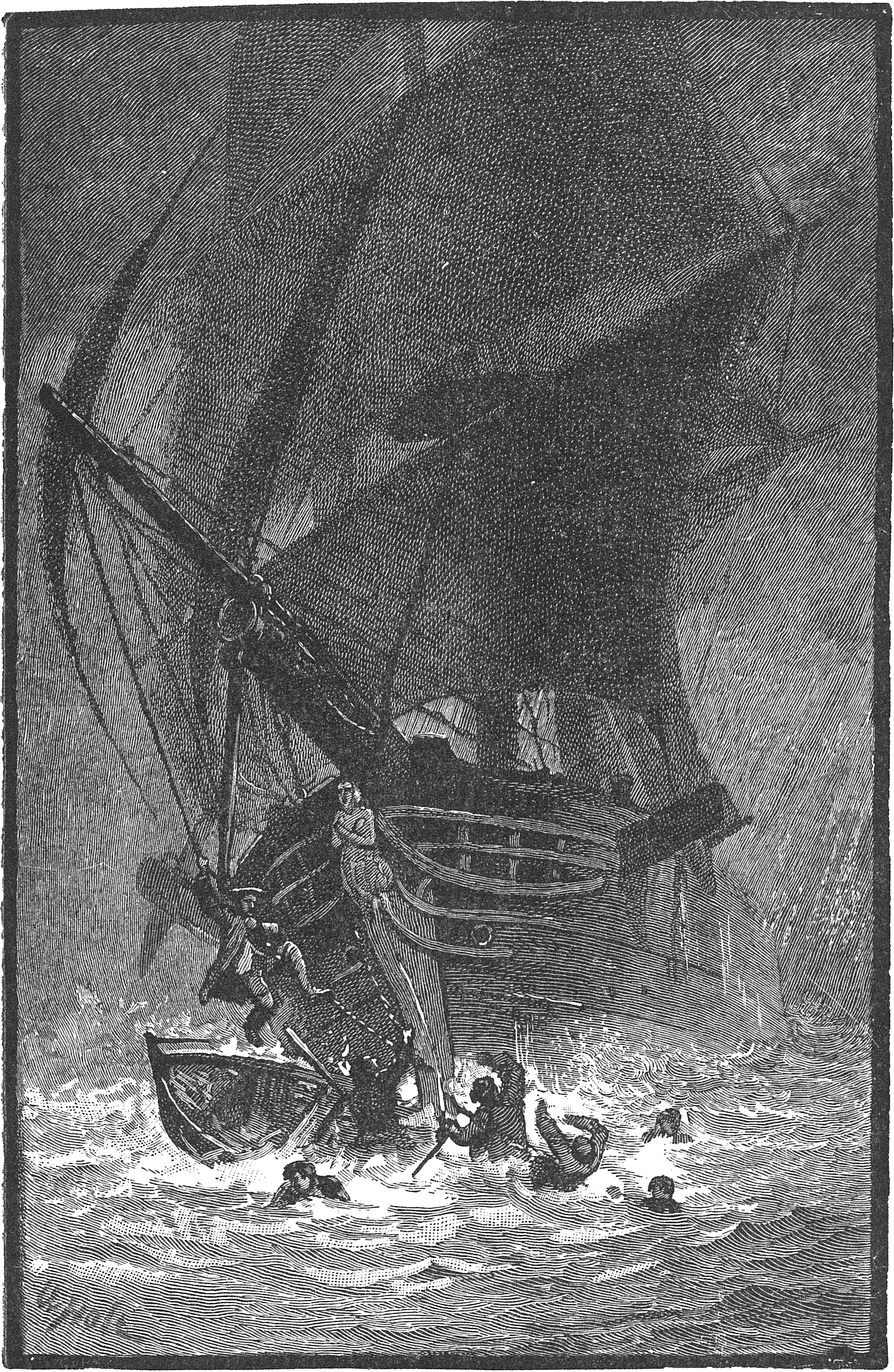
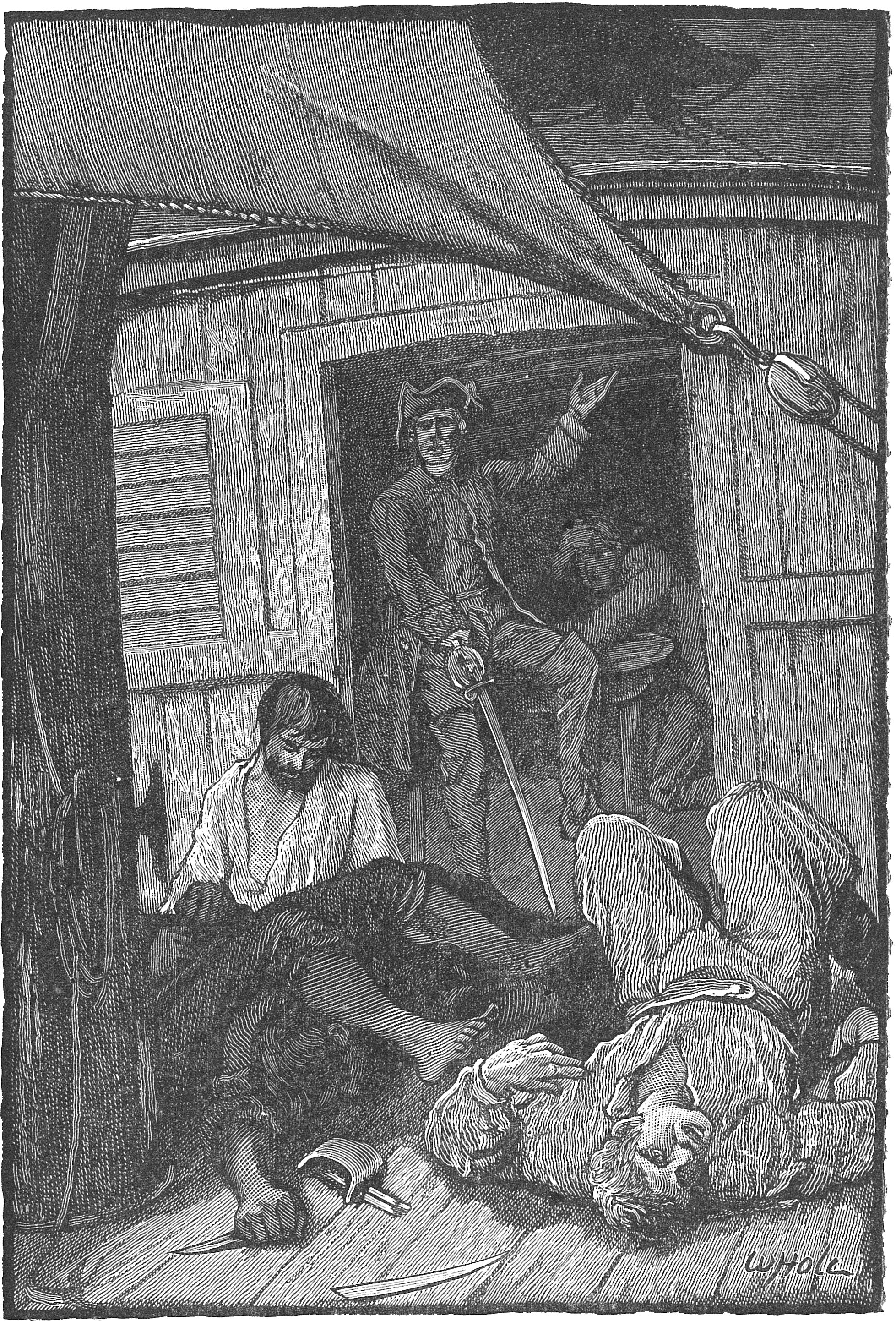